# Harry Williams
Harry Williams (Sydney, 7 maggio 1951) è un ex calciatore australiano, di ruolo difensore.

## Biografia
Fu il primo giocatore aborigeno ad aver giocato con la maglia della nazionale australiana.

## Carriera

### Club
Ha giocato nella prima divisione australiana.

### Nazionale
Ha partecipato ai Mondiali del 1974.